# Luis
Luis [lwis] ist ein männlicher Vorname, der auch als Familienname vorkommt.

## Herkunft und Bedeutung
→ Hauptartikel: Ludwig
Luis ist zum einen die spanische Variante des französischen Namens Louis, zum anderen die Südtiroler Koseform des Vornamens Alois. In beiden Fällen stammt der Name von „Ludwig“ ab und bedeutet „ruhmreicher Kämpfer“.

## Verbreitung

### International
Der Name Luis ist international weit verbreitet.
In Spanien gehört er nach wie vor zu den beliebtesten Jungennamen. Auch in Chile gehört er zu den 50 meistvergebenen Namen. Die Schreibweise Luís lag in Portugal zwischen 2011 und 2018 in den Top-40. In Italien liegt der Name seit 2012 durchgehend zwischen Rang 150 und 195.
In Frankreich lag der Name zwischen 1948 und 1984 stets in den Top-500. Besonders beliebt war er damals zwischen den frühen 1960er und späten 1970er Jahren, als er sich in den Top-200 befand. Seit der Jahrtausendwende wird der Name wieder beliebter, er gilt aber als nur mäßig beliebt. Von 1930 bis 2023 wurden etwa 9.900 Jungen so genannt. Der Name wird in Belgien seit 1995 jedes Jahr bei der Namenswahl berücksichtigt. In den Niederlanden taucht der Name seit 1930 fast jedes Jahr in den Hitlisten auf, jedoch ist er eher selten anzutreffen.
Der Name ist in Dänemark, Norwegen und Schweden ein geläufiger Vorname, der regelmäßig in der Namensgebung vorkommt. In Polen ist der Name als mäßig beliebt anzusehen, seit 2012 wird er jährlich vergeben.
Luis kommt in England und Wales seit 1996 jährlich in den Hitlisten vor, der Name ist jedoch nur mäßig populär. Auch in Schottland und Nordirland wird der Name fast jedes Jahr vergeben, aber in einem geringen Umfang. Ähnlich zeichnet sich das Bild in Irland ab.
In den Vereinigten Staaten stieg die Popularität des Namens vor allem seit den 1960er Jahren an. Vor allem in den 1990er und 2000er Jahren war er dort beliebt. Zuletzt wurde er etwas seltener vergeben und lag im Jahr 2021 auf Rang 137 der Hitlisten. Von 1930 bis 2023 wurde der Name etwa 284.000 Mal vergeben. In Kanada befindet sich der Name Luis seit 1980 jährlich in den Vornamenscharts. Seitdem wurde er circa 1.300 gewählt.

### Deutscher Sprachraum
Seit Ende der 1980er Jahre nahm die Beliebtheit des Namens Luis in Deutschland schnell zu. Seit der Mitte der 2000er Jahre gehört er zu den beliebtesten Jungennamen des Landes. Im Jahr 2021 belegte Luis Rang 10 der Hitlisten und wurde an etwa 1,07 % aller Jungen vergeben. Dabei ist zu beachten, dass in den Statistiken Luis und die französische Variante Louis als gleichlautende Formen desselben Namens behandelt werden, sodass sich eine genaue Platzierung nicht feststellen lässt. Luis und Louis werden in Deutschland etwa gleichhäufig vergeben. Die Variante Luis ist insbesondere in Bayern beliebt.
In Österreich war der Name in den 1980er und 1990er Jahren nur mäßig beliebt. Seit 2004 gehört er durchgehend zu den Top-100 und seit 2011 zu den Top-50 der Hitlisten. Im Jahr 2023 belegte er Rang 31. Von 1984 bis 2023 wurde der Name rund 4.800 Mal vergeben. Der Name kommt in der Schweiz seit den frühen 1930er Jahren alljährlich in der Namensgebung vor. Von 1966 bis 1990 lag er durchgehend in den Top-100, danach ließ seine Beliebtheit etwas nach. Seit 2005 gehört er wieder zu den 100 beliebtesten Jungennamen. Im Jahr 2023 belegte der Name Rang 76. Von 1930 bis 2023 wurde er circa 8.900 gewählt. Die Vergabe ist auch in Liechtenstein nachgewiesen.

## Varianten
- Englisch: Lewis
- Französisch: Louis
- Katalanisch: Lluís
- Portugiesisch: Luís, Luiz

Weiblich: Luisa
Für weitere Varianten: siehe Ludwig #Varianten bzw. Luise #Varianten

## Namensträger

### Vorname
- Luis (Rapper) (* 2001), deutscher Rapper
- Luis Abinader (* 1967), dominikanischer Betriebswirt, Unternehmer und Politiker
- Luis Abram (* 1996), peruanischer Fußballspieler
- Luis Aguilar (1918–1997), mexikanischer Schauspieler und Sänger
- Luis von Ahn (* 1978), guatemaltekischer Professor für Informatik an der Carnegie Mellon University in Pittsburgh, Pennsylvania, USA
- Luis Álvarez-Gaumé (* 1955), spanischer Physiker
- Luis Alberto Álvarez Alanis (* 1981), mexikanischer Fußballspieler
- Luis Alberto Monge Álvarez (1925–2016), costa-ricanischer Politiker, Staatspräsident 1982 bis 1986
- Luis Carlos Álvarez (* 2004), mexikanischer Tennisspieler
- Luis Echeverría Álvarez (1922–2022), mexikanischer Politiker, Präsident 1970 bis 1976
- Luis Hernán Álvarez (1938–1991), chilenischer Fußballspieler
- Luis Roberto Álvarez (* 1982), spanischer Radrennfahrer
- Luis Walter Alvarez (1911–1988), US-amerikanischer Physiker
- Luis Aragonés (1938–2014), spanischer Fußballspieler und -trainer
- Luis Arce (* 1963), bolivianischer Ökonom, Hochschullehrer und Politiker, seit 8. November 2020 Präsident Boliviens
- Luis Arenal Bastar (1908/09–1985), mexikanischer Künstler
- Luis Arráez (* 1997), venezolanischer Baseballspieler
- Luis Arroyo (1915–1956), spanischer Schauspieler und Regisseur
- Luis Eduardo Aute (1943–2020), spanischer Dichter, Sänger und Komponist
- Luis Fernando Borja Aristizábal (* 19??), kolumbianischer Offizier
- Luis Buñuel (1900–1983), mexikanischer Filmemacher spanischer Herkunft
- Luis Calderón Vega (1911–1989), mexikanischer Politiker und Autor
- Luis de Carvajal y de la Cueva († 1591), Gründer und Gouverneur von Nuevo León
- Luis de Carvajal (el Mozo) (1566–1596), spanischer Kaufmann und Dichter, Märtyrer
- Luis Alfredo Carvajal Rosales (1913–2003), ecuadorianischer Geistlicher, Bischof von Portoviejo
- Luis Chico Goerne (1892–1960), mexikanischer Jurist und Rektor der Universidad Nacional Autónoma de México
- Luis Correa (1928–1992), argentinischer Tangosänger
- Luis Corvalán (1916–2010), chilenischer Politiker
- Luis Cruz (1923/1925–1998), uruguayischer Fußballspieler
- Luis de la Cruz (1776–1853), spanischer Maler
- Luis Cabrera Cruz (1893–1967), mexikanischer Geistlicher, Bischof von San Luis Potosí
- Luis Dávila (1927–1998), argentinischer Schauspieler
- Luis Días (Musiker) (1952–2009), dominikanischer Rock- und Jazzmusiker
- Luis Dias (Koch) (* 1972), portugiesischer Koch, Gastronom und Unternehmer
- Luiz Carlos Dias (* 1964), brasilianischer Geistlicher, römisch-katholischer Bischof von São Carlos
- Luis Durán (* 1979), chilenischer Fußballspieler
- Luis Durnwalder (* 1941), italienischer Politiker und Landeshauptmann von Südtirol
- Luis Enrique (* 1970), spanischer Fußballspieler und -trainer
- Luis Fernandez-Gil (* 19??), spanischer Schauspieler
- Luis Flòres (1574–1622), flämischer Missionar in Japan
- Luis Foege (* 2001), deutscher Handballspieler
- Luis Fonsi (* 1978), puerto-ricanisch-amerikanischer Sänger und Songwriter
- Luis Frómeta Compte (* 1962), deutsch-kubanischer politischer Gefangener in Kuba.
- Luis Garrido Díaz (1898–1973), mexikanischer Jurist und Philosoph sowie Rektor der UNAM
- Luis Goytisolo (* 1935), spanischer Schriftsteller
- Luiz Gustavo (* 1987), brasilianischer Fußballspieler
- Luis Guzmán (* 1957), US-amerikanischer Schauspieler puerto-ricanischer Abstammung
- Luis Herrera (* 1962), kolumbianischer Fußballspieler und -trainer
- Luis Lamprecht (* 1946), deutscher Schauspieler
- Luis Lemus (* 1987), guatemaltekischer Poolbillardspieler
- Luis Lima (* 1948), argentinischer Opernsänger
- Luis Marín de San Martín, (* 1961) spanischer Ordensgeistlicher und Kurienbischof
- Luis Miguel Cantón Marín (1938–1990), mexikanischer Geistlicher, Bischof von Tapachula
- Luis Muñoz Marín (1898–1980), puerto-ricanischer Dichter, Journalist und Politiker
- Luis Martín-Santos (1924–1964), spanischer Schriftsteller und Psychiater
- Luis Mena Arroyo (1920–2009), mexikanischer Geistlicher, Erzbischof von Mexiko-Stadt
- Luis Emilio Mena (1895–1964), dominikanischer Komponist und Musiker
- Luis Rojas Mena (1917–2009), mexikanischer Geistlicher, Bischof von Culiacán
- Luis Méndez (Sportschütze) (* 1959), uruguayischer Sportschütze
- Luis Méndez (Boxer) (* 1969), uruguayischer Boxer
- Luis Méndez de Haro y Guzmán (1598–1661), Premierminister und Berater von König Philipp IV. von Spanien
- Luis Gabriel Cuara Méndez (1939–2005), mexikanischer Geistlicher, Bischof von Veracruz
- Luis Miguel (* 1970), mexikanischer Sänger lateinamerikanischer Musik
- Luis de Milán (1500–1561), spanischer Komponist
- Luis Milla (* 1966), spanischer Fußballspieler und -trainer
- Luis de Morales (1510?–1586), spanischer Maler
- Luis Morales Reyes (1936–2024), mexikanischer Geistlicher, Erzbischof von San Luis Potosí
- Luis Antonio Moreno (* 1970), Fußballspieler
- Luis Moreno Mansilla (1959–2012), spanischer Architekt
- Luis Moreno Ocampo (* 1952), argentinischer Jurist
- Luis Alberto Moreno (* 1953), kolumbianischer Politiker und Bankmanager
- Luis Sánchez-Moreno Lira (1925–2009), peruanischer Geistlicher, Erzbischof von Arequipa
- Luis Nishizawa (1918–2014), mexikanischer Künstler
- Luis Ortiz Monasterio (1906–1990), mexikanischer Bildhauer
- Luis Manuel Otero Alcántara (* 1987), kubanischer Künstler und Dissident
- Luis de Pablo (1930–2021), spanischer Komponist und Musikpädagoge
- Luis Quintana (* 1988), deutscher Schauspieler
- Luis Resto (* 1955), US-amerikanischer Boxer
- Luis Resto (* 1961), US-amerikanischer Musiker
- Luis Rivera (Leichtathlet) (* 1987), mexikanischer Weitspringer
- Luís Armando Rivera (1901–1986), dominikanischer Komponist, Pianist und Geiger
- Luis Armando Tineo Rivera (* 1948), venezolanischer Geistlicher, Bischof von Carora
- Luis Miranda Rivera (* 1954), puerto-ricanischer Ordensgeistlicher, Bischof von Fajardo-Humacao
- Luis Muñoz Rivera (1859–1916), puerto-ricanischer Dichter, Journalist und Politiker
- Luis Niño de Rivera (* 1946), mexikanischer Wasserspringer und Bankmanager
- Luis Riveros (* 1998), paraguayischer Fußballspieler
- Luis Rubiales (* 1977), spanischer Fußballspieler und -funktionär
- Luis Salom (1991–2016), spanischer Motorradrennfahrer
- Luis Miguel Sánchez, venezolanischer Poolbillardspieler
- Luis Alfonso Santos Villeda (* 1936), honduranischer Ordensgeistlicher, Bischof von Santa Rosa de Copán
- Luis Ángel de los Santos (1925–2010), uruguayischer Radrennfahrer
- Luis Manuel Seijas (* 1986), venezolanischer Fußballspieler
- Luis Stadlober (* 1991), österreichischer Skilangläufer
- Luis Stitzinger (1968–2023), deutscher Extrembergsteiger, Berg- und Skiführer
- Luis Suárez (1935–2023), spanischer Fußballspieler und -trainer
- Luis Suárez (* 1987), uruguayischer Fußballspieler
- Luis Tosar (* 1971), spanischer Schauspieler
- Luis Trenker (1892–1990), österreichischer Bergsteiger, Schriftsteller, Filmregisseur und Schauspieler
- Luis Valbuena (1985–2018), US-amerikanischer Baseballspieler
- Luis Velador (* 1964), mexikanisch-amerikanischer Pokerspieler
- Luis Weiß (* 1989), deutscher Musiker

Zwischenname
- Jorge Luis Borges (1899–1986), argentinischer Schriftsteller
- José Luis Cuevas (1934–2017), mexikanischer Künstler

### Familienname
- Annabelle Luis (* ≈1983), französische Cellistin
- Carlos M. Luis († 2013), kubanischer Schriftsteller und Kulturkritiker
- Cecilia Domínguez Luis (* 1948), spanische Schriftstellerin
- Georg Luis (1816–1885), deutscher Architekt
- Johann Luis (Politiker, 1686) (1686–1745), deutscher Jurist und Politiker
- Johann Luis (Politiker, 1722) (1722–1788), deutscher Kaufmann und Politiker, Hamburger Bürgermeister
- Johann Hermann Luis (1683–1741), deutscher Kaufmann und Politiker
- Juan Francisco Luis (1940–2011), US-amerikanischer Politiker
- Laura Luís (* 1992), portugiesische Fußballspielerin
- Leopoldo de Luis (1918–2005), spanischer Dichter
- Mireya Luis (* 1967), kubanische Volleyballspielerin
- Natalia Luis-Bassa (* 1966), venezolanische Musikerin
- Simão Luis († 1665), Generalkapitän von Solor und Timor
- Victor Luis (* 1993), brasilianischer Fußballspieler
- Vincent Luis (* 1989), französischer Profi-Triathlet